# Almodad
Almodad ist im Alten Testament der erstgeborene Sohn Joktans und Nachkomme Noachs.

## Etymologie
Der hebräische Personenname אַלְמֹודָד ’almôdād, deutsch ‚Almodad‘ ist wahrscheinlich ein Nominalsatzname, bestehend aus Subjekt und Prädikat. Das Subjekt und zugleich theophores Element ist אַל ’al bzw. אֵל ’el „Gott“, מֹודָד môdād wird von der Verbwurzel ידד jadad „geliebt sein“ abgeleitet und mit  „Geliebter / Freund“ übersetzt. Der Name bedeutet daher „Gott ist Freund“.
Möglich wäre auch eine Ableitung von der Verbwurzel מדד mdd „messen“. Der Partikel אַל al wird in diesem Fall als Verneinung angesehen. So ergäbe sich die Bedeutung „unmessbar“. 
Die Septuaginta gibt den Namen als ελμωδαδ elmōdad wieder, die Vulgata als Helmodad, der Samaritanische Pentateuch als ’Ilmūdad.

## Biblischer Bericht
Almodad ist nach der Völkertafel Gen 10,26  und nach 1 Chr 1,20  der erstgeborene Sohn Joktans. Seine Brüder heißen Schelef, Hazarmawet, Jerach, Hadoram, Usal, Dikla, Obal, Abimaël, Scheba, Ofir, Hawila und Jobab. Sie siedelten von Mescha über Sefar bis zum Ostgebirge. Der Abschnitt Gen 10,25–29 , in dem Almodad und seine Brüder erwähnt werden, gehört nicht der Priesterschrift an.

## Rabbinische Tradition
Targum Pseudo-Jonathan berichtet von Almodad, er hätte die Erde mit Stricken vermessen. Er bringt den Namen mit dem Verb מדד madad „messen“ in Verbindung.